# Rezerwat Wasiugański
Rezerwat Wasiugański (ros. Государственный природный заповедник «Васюганский») – ścisły rezerwat przyrody (zapowiednik) w Rosji. Znajduje się w rejonach siewiernym i ubińskim obwodu nowosybirskiego oraz w rejonie bakczarskim obwodu tomskiego. Jego obszar wynosi 6148,03 km². Decyzję o utworzeniu rezerwatu podjęto w 2006 roku ale oficjalnie został on utworzony dekretem rządu Federacji Rosyjskiej z dnia 16 grudnia 2017 roku. Dyrekcja rezerwatu znajduje się w Tomsku.

## Opis
Rezerwat znajduje się na Równinie Wasiugańskiej, w południowej części Niziny Zachodniosyberyjskiej. Znajduje się tu największy na półkuli północnej obszar bagien. Ciągną się one na przestrzeni 320 kilometrów z północy na południe oraz 537 kilometrów z zachodu na wschód i zajmują około 55 000 km² powierzchni (około 2% całej powierzchni torfowisk świata). Znajduje się tu około 800 000 jezior i źródła około 200 rzek, takich jak np.: Wasiugan, Szegarka, Czuzik, Kargat, Kionga, Om i Tara. Rezerwat powstał w 2017 roku ale już 10 lat wcześniej, w 2007 roku, bagna te zostały wpisane na wstępną Listę Światowego Dziedzictwa UNESCO. Rezerwat znajduje się w międzyrzeczu rzek Ob i Irtysz i zajmuje 11 procent powierzchni bagien. 
Klimat kontynentalny. Średnia temperatura roczna -1,6°С. Średnia temperatura stycznia -20°С (minimalna zanotowana temperatura -51,3°С). Średnia temperatura lipca +17°С (maksymalna zanotowana +36,1 °С).

## Flora
W rezerwacie występują 123 gatunki roślin naczyniowych. Około 120 gatunków mchów rośnie na torfowiskach, które zajmują około 60% powierzchni rezerwatu. W lasach dominuje starodrzew z przewagą sosny zwyczajnej. Nadrzeczne tereny zajmuje starodrzew z przewagą lub znacznym udziałem sosny syberyjskiej, świerka syberyjskiego, osiki, jodły syberyjskiej i brzozy.
Rosną tu m.in. calypso bulbosa, skalnica torfowiskowa, grążel drobny, żurawina błotna, borówka bagienna, malina moroszka, cyprys Lezielia i obuwik wielkopłatkowy. 

## Fauna
W rezerwacie żyje kilka tysięcy gatunków stawonogów należących do ponad 400 rodzin, w tym co najmniej tysiąc gatunków owadów. Liczne są pająki i kleszcze.
Lista muchówek ssących krew obejmuje 121 gatunków, w tym 28 gatunków meszek, 31 gatunków kuczmanowatych, 27 gatunków komarów i 35 gatunków gzowatych. 
Żyją tu trzy gatunki płazów: kątoząb syberyjski, żaba moczarowa i ropucha szara. Gady są reprezentowane przez jaszczurkę żyworodną, jaszczurkę zwinkę oraz żmiję zygzakowatą.
Z ryb występuje m.in.: jaź, płoć, jelec syberyjski, karaś pospolity, strzebla błotna, okoń pospolity i szczupak pospolity.
Awifauna obejmuje 185 gatunków z 15 rzędów, w tym wiele gatunków zagrożonych wyginięciem. Żyją tu m.in.: kulik cienkodzioby, kulik wielki, wodniczka, rybołów, błotniak stepowy, orlik grubodzioby, orzeł przedni, bielik, sokół wędrowny, żuraw syberyjski, żuraw zwyczajny, puchacz śnieżny, puchacz zwyczajny, puszczyk mszarny, trzmielojad zwyczajny, pardwa mszarna, cietrzew zwyczajny.
Fauna ssaków obejmuje ponad 40 gatunków, z czego co najmniej 23 gatunki to małe ssaki (owadożerne i gryzonie), a 17 to zwierzęta duże i średnie. Powszechne są tu m.in. łoś euroazjatycki, niedźwiedź brunatny, renifer tundrowy, soból tajgowy, bóbr europejski, wydra europejska, ryś euroazjatycki, sarna syberyjska, rosomak tundrowy, tchórz stepowy, łasica syberyjska.